# Maltkorn

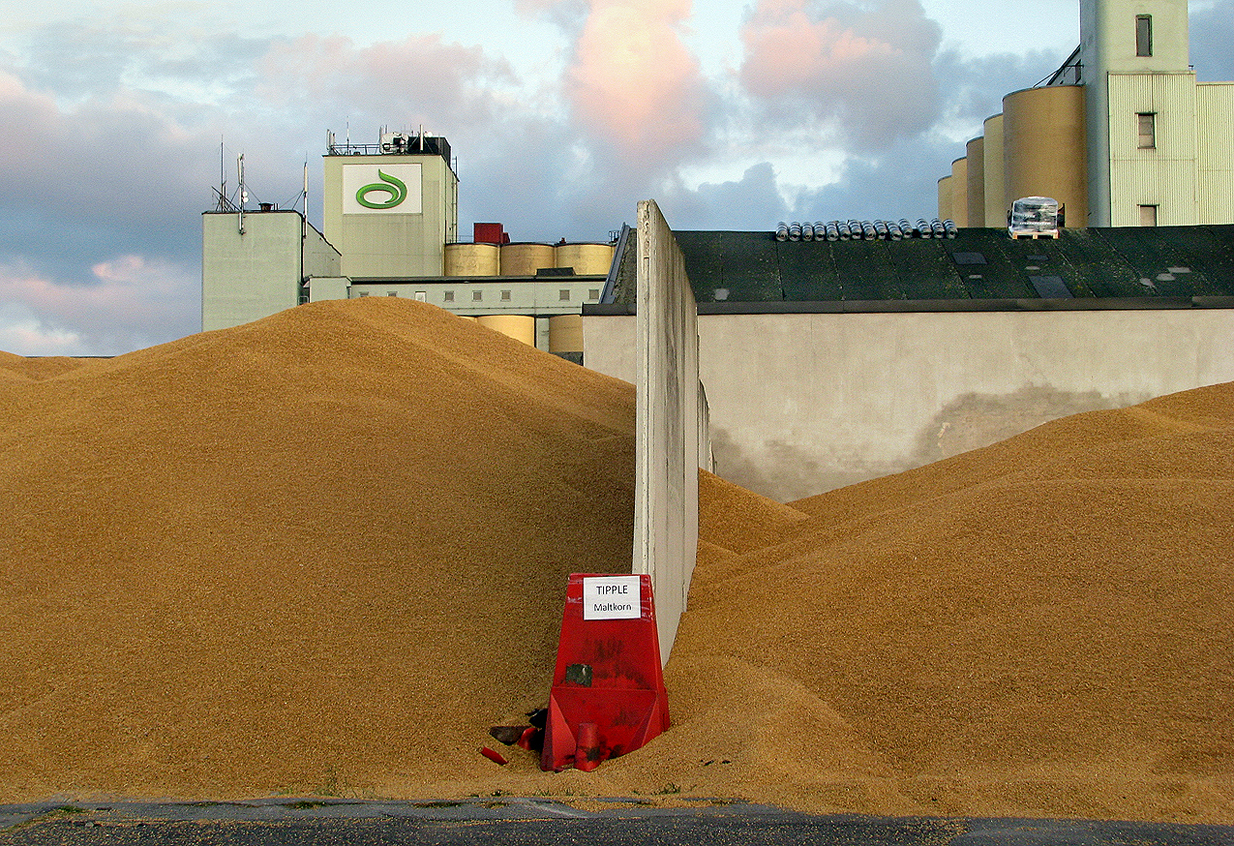
Högar med maltkorn utanför Lantmännens silor i Ystad 2009.

Maltkorn är korn med en speciell kvalitet, som passar för mältning. Det finns speciella kornsorter, som är framtagna för att underlätta mältningen. Dessa sorter har ett tunt, finrynkigt skal med föga märkbara nerver samt tjock, kubbig kornform, varmed följer hög stärkelsehalt.